# 500 miles d'Indianapolis 1936
Les 500 miles d'Indianapolis 1936, courus sur l'Indianapolis Motor Speedway et organisés le samedi 30 mai 1936, ont été remportés par le pilote américain Louis Meyer sur une Stevens-Miller (en).

## Grille de départ
| Ligne | Intérieur      | Centre                | Extérieur      |
| 1     | Rex Mays       | Babe Stapp            | Chet Miller    |
| 2     | Doc MacKenzie  | George Connor         | Herb Ardinger  |
| 3     | Cliff Bergere  | Louis Tomei           | Wilbur Shaw    |
| 4     | Shorty Cantlon | Ted Horn              | Freddy Winnai  |
| 5     | Bill Cummings  | George Barringer (en) | Floyd Roberts  |
| 6     | Jimmy Snyder   | Al Miller             | Chet Gardner   |
| 7     | Billy Winn     | Frank Brisko          | Johnny Seymour |
| 8     | Frank McGurk   | Doc Williams          | Ralph Hepburn  |
| 9     | Ray Mixley     | Deacon Litz           | Harry McQuinn  |
| 10    | Louis Meyer    | Lou Moore             | Mauri Rose     |
| 11    | Fred Frame     | Zeke Meyer            | Emil Andres    |

La pole a été réalisée par Rex Mays à la moyenne de 192,548 km/h.

## Classement final

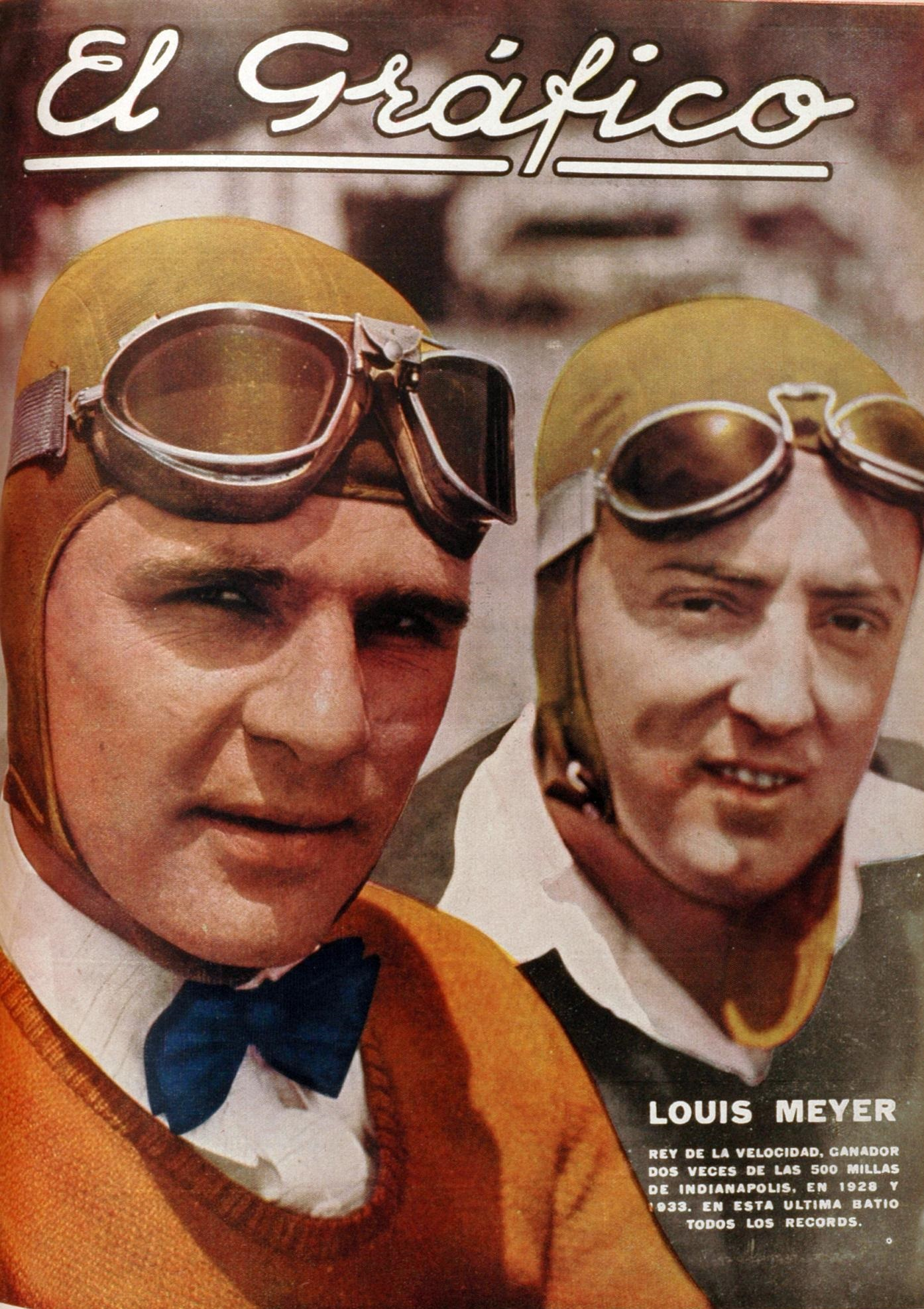
Louis Meyer (à G.), premier pilote triple vainqueur des 500 miles d'Indianapolis.

| no | Pilote                | Voiture                | Tours | Temps/Abandon   |
| 1  | Louis Meyer           | Stevens-Miller         | 200   |                 |
| 2  | Ted Horn              | Wetteroth-Miller       | 200   |                 |
| 3  | Doc MacKenzie         | Wetteroth-Offenhauser  | 200   |                 |
| 4  | Mauri Rose            | Miller                 | 200   |                 |
| 5  | Chet Miller           | Summer-Miller          | 200   |                 |
| 6  | Ray Pixley            | Miller                 | 200   |                 |
| 7  | Wilbur Shaw           | Shaw-Offenhauser       | 200   |                 |
| 8  | George Barringer (en) | Rigling-Offenhauser    | 200   |                 |
| 9  | Zeke Meyer            | Cooper-Studebaker      | 200   |                 |
| 10 | George Connor         | Adams-Miller           | 200   |                 |
| 11 | Freddy Winnai         | Stevens-Offenhauser    | 199   |                 |
| 12 | Ralph Hepburn         | Miller-Offenhauser     | 196   |                 |
| 13 | Harry McQuinn         | Stevens-Miller         | 196   | panne d'essence |
| 14 | Shorty Cantlon        | Weil-Miller            | 194   | panne d'essence |
| 15 | Rex Mays              | Adams-Sparks           | 192   | panne d'essence |
| 16 | Doc Williams          | Cooper-Miller          | 192   | panne d'essence |
| 17 | Lou Moore             | Miller-Offenhauser     | 185   | panne d'essence |
| 18 | Emil Andres           | Whippet-Cragar         | 184   |                 |
| 19 | Floyd Roberts         | Stevens-Offenhauser    | 183   | panne d'essence |
| 20 | Frank Brisko          | Miller-Brisko          | 180   | panne d'essence |
| 21 | Al Miller             | Smith-Miller           | 119   | accident        |
| 22 | Cliff Bergere         | Stevens-Miller         | 116   | mécanique       |
| 23 | Deacon Litz           | Miller                 | 108   | mécanique       |
| 24 | Babe Stapp            | Shaw-Offenhauser       | 89    | mécanique       |
| 25 | Billy Winn            | Miller                 | 78    | mécanique       |
| 26 | Frank McGurk          | Adams-Cragar           | 51    | mécanique       |
| 27 | Louis Tomei           | Wetteroth-Miller       | 44    | mécanique       |
| 28 | Herb Ardinger         | Stevens-Miller         | 38    | transmission    |
| 29 | Chet Gardner          | Duesenberg-Offenhauser | 38    | embrayage       |
| 30 | Jimmy Snyder          | Stevens-Miller         | 21    | fuite d'huile   |
| 31 | Johnny Seymour        | Stevens-Miller         | 13    | embrayage       |
| 32 | Fred Frame            | Miller                 | 4     | moteur          |
| 33 | Bill Cummings         | Miller-Offenhauser     | 0     | embrayage       |

## Sources
- (en) Résultats complets sur le site officiel de l'Indy 500